# Іван Лещук
Іван Лещук (ісп. Iván Leszczuk, нар. 20 лютого 1996, Ломас-де-Самора) — аргентинський футболіст, півзахисник клубу «Бока Хуніорс» і молодіжної збірної Аргентини.

## Клубна кар'єра
Предки Лещука переїхали до Аргентини із західної України. Гравець має, ймовірно, польсько-єврейське або українське походження.
Народився 20 лютого 1996 року в місті Ломас-де-Самора. Вихованець футбольної школи клубу «Бока Хуніорс». В основному складі команди він поки не грав. Зараз Іван — один з основних форвардів юнацького складу «Бока Хуніорс».

## Виступи за збірні
За юнацьку збірну 1996 року народження Іван дебютував в 2011 році, провів один матч. У складі юнацької збірної Аргентини до 17 років Іван взяв участь на юнацькому чемпіонаті Південної Америки 2013.На турнірі він забив два голи (в ворота Парагваю і Колумбії). Іван взяв участь в семи зустрічах першості. Його збірна стала чемпіоном Південної Америки у віковій категорії до 17 років.
Також Іван брав участь на юнацькому чемпіонаті світу 2013. Він взяв участь у семи матчах, а його збірна посіла четверте місце.

## Досягнення
- Юнацький чемпіонат Південної Америки (U-17)
  -  Володар (1): 2013

- Чемпіонат Південної Америки серед молодіжних команд
  -  Володар (1): 2015